# FA Cup de 1878-79
| FA Cup 1878–79                    | FA Cup 1878–79                              |            |
| Dados                             | Dados                                       |            |
| --------------------------------- | ------------------------------------------- | ---------- |
| Participantes                     | 43                                          |            |
| Organização                       | The Football Association                    |            |
| Período                           | 02 de outubro de 1878 – 29 de março de 1879 |            |
| Campeão                           | Old Etonians                                |            |
| Vice-campeão                      | Clapham Rovers                              |            |
| \| ◄◄ 1877-78 \| \| 1879-80 ►► \| |                                             |            |
| ◄◄ 1877-78                        |                                             | 1879-80 ►► |

A Football Association Challenge Cup de 1878-79 foi a oitava edição da FA Cup , o torneio de futebol mais antigo da Inglaterra . Quarenta e três equipes entraram, embora seis das quarenta e três nunca tenham jogado uma partida.

## Primeira Fase[1]
| Data da Partida     | Mandante             | Placar | Placar | Placar | Visitante            |
| ------------------- | -------------------- | ------ | ------ | ------ | -------------------- |
|                     |                      |        |        |        |                      |
| 02/10/1878          | Oxford University    | 7      | x      | 0      | Wednesbury Strollers |
| 19/10/1878          | Barnes               | 1      | x      | 1      | Maidenhead           |
| 28/10/1878          | Sheffield FC         | 1      | x      | 1      | Grantham Town        |
| 30/10/1878          | Upton Park           | 5      | x      | 0      | Saffron Walden Town  |
| 02/11/1878          | Romford              | 3      | x      | 1      | Ramblers             |
| 02/11/1878          | Old Harrovians       | 8      | x      | 0      | Southill Park        |
| 02/11/1878          | Forest School        | 7      | x      | 2      | Rochester            |
| 09/11/1878          | Wanderers            | 2      | x      | 7      | Old Etonians         |
| 09/11/1878          | Swifts               | 2      | x      | 1      | Hawks                |
| 09/11/1878          | Royal Engineers      | 3      | x      | 0      | Old Foresters        |
| 09/11/1878          | Reading              | 1      | x      | 0      | Hendon               |
| 09/11/1878 (Replay) | Maidenhead           | 0      | x      | 4      | Barnes               |
| 09/11/1878          | Grey Friars          | 2      | x      | 1      | Marlow               |
| 09/11/1878          | Cambridge University | 2      | x      | 0      | Herts Rangers        |
| 09/11/1878          | Brentwood            | 1      | x      | 3      | Pilgrims             |
| 16/11/1878          | Notts County         | 1      | x      | 3      | Nottingham Forest    |
| 16/11/1878          | Grantham Town        | 1      | x      | 3      | Sheffield FC         |

| Data da Partida | Mandante       | Placar | Placar | Placar | Visitante      |
| --------------- | -------------- | ------ | ------ | ------ | -------------- |
|                 |                |        |        |        |                |
| Não realizada   | South Norwood  | W      | x      | O      | Leyton         |
| Não realizada   | Remnants       | W      | x      | O      | Unity          |
| Não realizada   | Panthers       | W      | x      | O      | Runnymede      |
| Não realizada   | Minerva        | W      | x      | O      | 105th Regiment |
| Não realizada   | Darwen         | W      | x      | O      | Birch          |
| Não realizada   | Clapham Rovers | W      | x      | O      | Finchley       |

A equipe do Eagley ganhou um bye e avançou para a segunda fase
Todas as equipes destacadas em negrito, sejam nas partidas realizadas ou não-realizadas, se classificaram para a segunda fase.

## Segunda Fase
| Data da Partida     | Mandante             | Placar | Placar | Placar | Visitante       |
| ------------------- | -------------------- | ------ | ------ | ------ | --------------- |
|                     |                      |        |        |        |                 |
| 04/12/1878          | Cambridge University | 3      | x      | 0      | South Norwood   |
| 07/12/1878          | Oxford University    | 4      | x      | 0      | Royal Engineers |
| 07/12/1878          | Grey Friars          | 0      | x      | 3      | Minerva         |
| 07/12/1878          | Darwen               | 0      | x      | 0      | Eagley          |
| 07/12/1878          | Clapham Rovers       | 10     | x      | 1      | Forest School   |
| 18/12/1878          | Reading              | 0      | x      | 1      | Old Etonians    |
| 21/12/1878          | Swifts               | 3      | x      | 1      | Romford         |
| 21/12/1878          | Old Harrovians       | 3      | x      | 0      | Panthers        |
| 21/12/1878          | Remnants             | 6      | x      | 2      | Pilgrims        |
| 21/12/1878          | Nottingham Forest    | 2      | x      | 0      | Sheffield FC    |
| 21/12/1878 (Replay) | Darwen               | 4      | x      | 1      | Eagley          |
| 04/01/1879          | Barnes               | 3      | x      | 2      | Upton Park      |

As equipes destacadas em negritos se classificaram para terceira fase.

## Terceira Fase[2]
| Data da Partida | Mandante          | Placar | Placar | Placar | Visitante            |
| --------------- | ----------------- | ------ | ------ | ------ | -------------------- |
|                 |                   |        |        |        |                      |
| 11/01/1879      | Old Etonians      | 5      | x      | 2      | Minerva              |
| 28/01/1879      | Old Harrovians    | 0      | x      | 2      | Nottingham Forest    |
| 30/01/1879      | Remnants          | 2      | x      | 3      | Darwen               |
| 06/02/1879      | Oxford University | 2      | x      | 1      | Barnes               |
| 06/02/1879      | Clapham Rovers    | 1      | x      | 0      | Cambridge University |

O Swifts ganhou um bye e avançou para a quarta fase
Todas as equipes destacadas em negrito avançaram para a quarta fase

## Quarta Fase[2]
| Data da Partida       | Mandante          | Placar | Placar | Placar | Visitante         |
| --------------------- | ----------------- | ------ | ------ | ------ | ----------------- |
|                       |                   |        |        |        |                   |
| 13/02/1879            | Old Etonians      | 5      | x      | 5      | Darwen            |
| 25/02/1879            | Nottingham Forest | 2      | x      | 1      | Oxford University |
| 08/03/1879 (Replay)   | Old Etonians      | 2      | x      | 2      | Darwen            |
| 08/03/1879            | Clapham Rovers    | 8      | x      | 1      | Swifts            |
| 15/03/1879 (Replay 2) | Old Etonians      | 6      | x      | 2      | Darwen            |

As equipes destacadas em negrito se classificaram para a semifinal.

## Semifinal[2]
Na semifinal, o Clapham Rovers ganhou um bye e se classificou diretamente para a final. A única partida disputada nesta fase foi o confronto entre o Old Etonians e o Nottingham Forest, com vitória do Old Etonians sobre o Nottingham Forest por 2 a 1, que classificou a equipe dos Etonians para a final.

## Final
A final da FA Cup de 1879 foi disputada no dia 29 de março de 1879, entre Old Etonians e Clapham Rovers, no estádio Kennington Oval, em Londres. No início da partida, o Clapham Rovers dominou o jogo, com Norman Bailey tendo efetuado duas tentativas a gol, Herbert Whitfeld continuou a correr para os defensores de Clapham com pouca ajuda de seus colegas. Depois de um primeiro tempo sem gols, o único gol do jogo veio aos 59 minutos, quando Charles Clerke marcou de perto após uma corrida de Harry Goodhart . O Old Etonians se sagrou campeão pela primeira vez, na partida que foi considerada a final "mais pobre da história"

## Campeão

Escudo do Old Etonians (1º Título)

#### Escalações
| Posição | Old Etonians         |  | Posição | Clapham Rovers       |
| ------- | -------------------- |  | ------- | -------------------- |
|         |                      |  |         |                      |
| GK      | John Purvis Hawtrey  |  | GK      | Reginald Birkett     |
| DF      | Edward Christian     |  | DF      | Robert Ogilvie       |
| DF      | Lindsay Bury         |  | DF      | Edgar Field          |
| MF      | Hon. Arthur Kinnaird |  | MF      | Norman Bailey        |
| MF      | Edgar Lubbock        |  | MF      | James Prinsep        |
| MF      | Charles Clerke       |  | MF      | Frederick Rawson     |
| FW      | Norman Pares         |  | FW      | Arthur J. Stanley    |
| FW      | Harry Goodhart       |  | FW      | Stanley Scott        |
| FW      | Herbert Whitfeld     |  | FW      | Herbert Bevington    |
| FW      | John Chevallier      |  | FW      | Edward Growse        |
| FW      | Mark Beaufoy         |  | FW      | Cecil Keith-Falconer |